# Tonengo
Tonengo – miejscowość i gmina we Włoszech, w regionie Piemont, w prowincji Asti.
Według danych na styczeń 2009 gminę zamieszkiwało 205 osób przy gęstości zaludnienia 37 os./1 km².